# Nur Yerlitaş

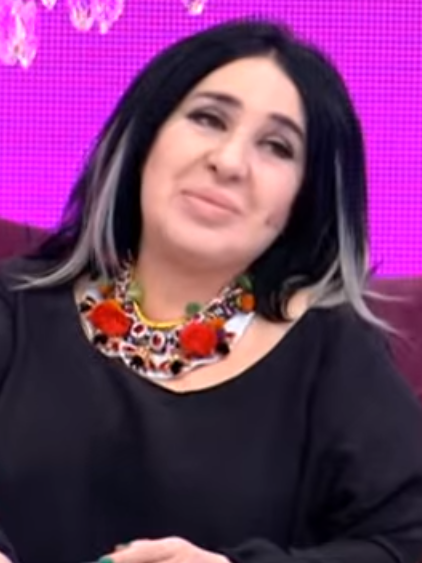
Nur Yerlitaş, 2016

Nuray „Nur“ Yerlitaş (* 11. August 1955 in Istanbul; † 27. April 2020 ebenda), besser bekannt als Nurella, war eine türkische Modedesignerin. Außerdem trat sie in verschiedenen Sendungen auf.

## Leben und Karriere
Yerlitaş wurde am 11. August in Istanbul geboren. Mütterlicherseits war sie arabische Abstammung. Sie begann ihre Karriere mit dem Verkauf von Accessoires aus Italien. In den folgenden Jahren eröffnete sie ihre eigene Boutique und stieg ins Designgeschäft ein.
Im August 2018 wurde bei Yerlitaş ein Hirntumor diagnostiziert, weshalb sie sich einer Operation unterzog. Im März 2019 hatte sie ihre zweite Operation. Sie starb am 27. April 2020 in ihrem Haus in Istanbul. Ihre Beerdigung fand in der Zincirlikuyu-Moschee statt und ihr Leichnam wurde auf dem Ulus-Friedhof beigesetzt.

## Filmografie
Sendungen
- 2007: Bak Kim Dans Ediyor
- 2010: Yemekteyiz
- 2011: Bugün Ne Giysem
- 2014: Bu Tarz Benim
- 2015–2017: İşte Benim Stilim
- 2015: Maral: En Güzel Hikâyem[12]

## Diskografie

### Musikvideos
- 2011: Türkan (mit Demet Akalın)
- 2019: Karagözlüm (mit Serkan Kaya)

## Werbespots
- 2015: Yedigün[13]